# Darivka, Kovel
Darivka (în ucraineană Дарівка) este un sat în comuna Novîi Mosîr din raionul Kovel, regiunea Volînia, Ucraina.

## Demografie
Componența lingvistică a localității Darivka
     Ucraineană (99,27%)
     Alte limbi (0,73%)
Conform recensământului din 2001, majoritatea populației localității Darivka era vorbitoare de ucraineană (99,27%), existând în minoritate și vorbitori de alte limbi.